# Червенокосата от Уайоминг
„Червенокосата от Уайоминг“ (на английски: The Redhead from Wyoming) е уестърн на режисьора Лий Шолем, който излиза на екран през 1953 година.

## Сюжет
Още преди Уайоминг да стане щат, когато е бил територия, новите и старите заселници трябва да делят пасища и добитък. Изглежда войната между здраво установилите се говедовъдни барони и новите заселници, е неизбежна. Срещу най-едрия собственик на добитък – Рийс Дънкан, застава амбициозният комарджия Джим Ейвърел, който докарва старата си любов, красивата Кейт Максуел, която умело върти местната кръчма-игрален дом. С натрупване на напрежението, Кейт разбира, че е била използвана, но единственият ѝ възможен съюзник в предотвратяването на кръвопролитието, е хладнокръвният шериф Стен Блейн... който обаче я подозира...

## В ролите
| Актьор            | Роля                      |
| ----------------- | ------------------------- |
| Морийн О'Хара     | Кейт Максуел              |
| Алекс Никол       | Шериф Стен Блейн          |
| Уилям Бишоп       | Джим Ейвърел              |
| Робърт Щраус      | Хоган, бодигардът на Кейт |
| Александър Скурби | Рийс Дънкан               |
| Грег Палмър       | Хал Джесъп                |
| Джак Кели         | Сенди                     |
| Джейн Купър       | Майра, танцьорка          |